# الدوري التشيكي لكرة القدم 2003–04
الدوري التشيكي لكرة القدم 2003-04 (بالتشيكية: Gambrinus liga 2003/04)‏ هو الموسم 11 من  الدوري التشيكي لكرة القدم. أقيم خلال الفترة 26 يوليو 2003 وحتى 15 مايو 2004، وكان عدد الأندية المشاركة فيه  16، وفاز فيه بانيك أوسترافا.